# ФК Шмартно 1928
НК Шмартно 1928 је словеначки фудбалски клуб из Шмартног об Паки, основан 1928. године. Играо је три сезоне у првој лиги, али је испао само због финансијских проблема.
Првобитни клуб НК Шмартно об Паки, основан 1928, је угашен 2004, а данашњи Шмартно 1928 основано 2005. наставља историјски континуитет тог клуба, иако их Фудбалски савез Словеније рачуна као два одвојена клуба.